# Astrobiology Field Laboratory

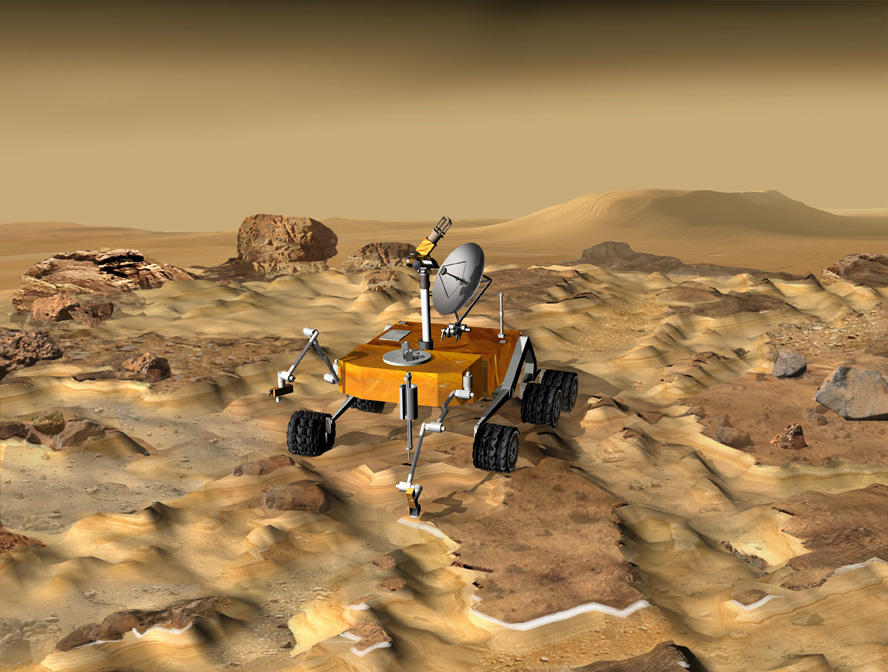
Le laboratoire d'astrobiologie martienne (Astrobiology Field Laboratory).

Astrobiology Field Laboratory (en abrégé AFL ou Laboratoire d'astrobiologie martienne) est un projet de vaisseau spatial automatique de la NASA qui conduirait une recherche robotique de vie sur Mars,.

## Généralités sur la mission
Cette mission, encore en phase de conception, atterrirait sur Mars et explorerait un site dont on pense qu'il est un habitat. Des exemples de tels sites sont des dépôts hydrothermaux actifs ou éteints, un lac asséché, ou un site polaire spécifique.
S'il est approuvé, le rover serait construit par le Jet Propulsion Laboratory de la NASA, sur la base conceptuelle du rover du Mars Science Laboratory, et emporterait des instruments orientés vers l'astrobiologie, et, idéalement, une carotteuse.
Les prévisions originelles font état d'un lancement dès 2016, cependant de récentes contraintes budgétaires sont susceptibles de retarder la planification de façon significative.

## Mission
Le rover serait la première mission depuis les atterrisseurs du Programme Viking des années 1970 à procéder à des recherches de chimie associées avec la vie (biosignature), telles que les vies basées sur le carbone (en), en même temps que des molécules comprenant aussi bien du soufre que de l'azote. La stratégie de la mission serait de rechercher des zones habitables en suivant l'eau et en trouvant le carbone. En particulier, il analyserait en détail des environnements géologiques que le Mars Science Laboratory de 2011 aura identifiés comme susceptibles de conduire à la vie sur Mars, ainsi que les signes de la vie passée et présente. Ces environnements pourraient comprendre des couches de grains sédimentaires fins, des dépôts minéraux des sources chaudes, des couches glacées près des pôles, ou des sites tels que les coulures où l'eau liquide a autrefois ruisselé, ou peut encore continuer de suinter à partir de glaçons en fusion.

## Calendrier
L'AFL devrait logiquement être la prochaine plateforme de chantier de recherche, faisant suite à celles des projets du Mars Reconnaissance Orbiter lancé en 2005, de l'atterrisseur Phoenix (lancé en 2007), de Mars Science Laboratory (lancement en 2011), de Mars Science Orbiter 2016 (lancement prévu en 2016), et d'ExoMars (lancement prévu en 2016 également), tous relevant du même effort stratégique. Cette mission, encore à l'état préliminaire de proposition, n'a pas atteint ses premières phases de planification ni de financement, et elle subira à l'avenir des modifications consécutives aux multiples examens critiques des phases de la conception et de la mission. Il faut noter qu'avec une meilleure compréhension des résultats du prédécesseur, Mars Science Laboratory, le concept de la mission de l'AFL changera inévitablement, les ressources disponibles permettant une meilleure saisie des contraintes. Il existe de multiples variantes possibles de ce qui pourrait s'appeler l'AFL, et les différents scientifiques perçoivent ces variantes en fonction de contextes différents, et avec des systèmes de priorités différents. Cependant, la mission AFL et la charge utile devraient être élaborées sur les résultats technologiques et scientifiques des missions précédentes en fonction d'un processus de planification stratégique. Le 'Groupe de Direction Scientifique' ('Science Steering Group' ou SSG) de l'AFL a élaboré un ensemble de stratégies et d'hypothèses de recherches susceptibles de favoriser la détection de biosignatures :
1. Les processus propres à la vie produisent une gamme de biosignatures telles que les lipides, les protéines, les acides aminés et de potentielles matières ressemblant au kérogène qui laissent des empreintes géologiques et chimiques. Cependant, les biosignatures elles-mêmes peuvent être progressivement détruites par des processus environnementaux continus ;
2. Il est nécessaire de procéder à des prélèvements d'échantillons en de multiples localisations et à des profondeurs de la surface martienne supérieures à celles où l'oxydation produit une altération chimique. L'oxydation superficielle résulte de l'absence de champ magnétique ou de magnétosphère la protégeant des dangereuses radiations spatiales et des radiations électromagnétiques du Soleil[6],[7], ce qui peut facilement stériliser la surface jusqu'à une profondeur supérieure à 7,5 mètres[8],[9]. Pour parvenir sous cette couche stérile potentielle, un carottage géotechnique (marsotechnique ?) est actuellement à l'étude. Comme pour tout échange, l'apport d'une carotteuse augmenterait la charge utile au détriment d'autres instruments ;
3. Des mesures de biosignatures par des analyses de laboratoire exigent la présélection et l'identification d'éprouvettes de haute priorité, qui pourraient subséquemment être sous-échantillonnées pour maximiser la probabilité de détection et résoudre les biosignatures sur le plan spatial en vue d'analyses détaillées.

## Charge utile
Actuellement, les éléments de charge utile candidats au départ sont expressément limités aux matériels nécessaires à l'identification, à la charge hors-tout du rover et à la production d'énergie pour une telle mission. Le projet de charge utile comprend un système de manutention de précision et de traitement des échantillons, qui remplacerait et augmenterait les fonctionnalités et les capacités fournies par le système d'acquisition, de manutention et de traitement des échantillons faisant actuellement partie du rover du Mars Science Laboratory de 2009,. La charge utile de l'AFL s'efforcera de minimiser toute détection conflictuelle positive de vie en incluant une succession d'instruments qui fourniraient au moins trois mesures analytiques de laboratoire se confirmant mutuellement.
Pour évaluer raisonnablement sur quelle base estimer la masse du rover, la charge utile prévisionnelle pourrait comprendre :
- un système de manutention et de traitement de précision des échantillons ;
- envoi de protection planétaire pour une mission de détection de vie dans une région spéciale ;
- dispositions évitant la contamination de la vie détectée ;
- développement d'instruments d'astrobiologie ;
- amélioration du parachute du Mars Science Laboratory ;
- voyage à longue distance en sécurité et en autonomie ;
- positionnement d'instruments autonomes à simple cycle ;
- atterrissage de précision (de 100 à 1 000 m, en cas de nécessité d'atteindre des destinations scientifiques spécifiques dans des régions dangereuses) ;
- mobilité sur des terrains accidentés (pentes jusqu'à 30°, dans le même cas).

## Source d'énergie
On a proposé que l'AFL utilise des générateurs thermoélectriques à radioisotope (RTG) comme source d'énergie, identiques à ceux qui doivent être utilisés sur le Mars Science Laboratory. La durée de vie prévue de la source d'énergie radioactive est d'une année martienne, soit approximativement deux années terrestres, avec une extension de mission qui durerait une année martienne supplémentaire. L'énergie solaire n'est pas une source suffisante pour les opérations à la surface de Mars parce que les systèmes d'énergie solaire ne peuvent pas opérer convenablement aux latitudes élevées de Mars, dans des zones assombries, des conditions empoussiérées ou pendant la durée de l'hiver. De plus, l'énergie solaire ne peut fournir d'énergie la nuit, limitant ainsi la capacité du rover à garder son système tiède, ce qui réduit l'espérance de vie des appareils électroniques.
Les RTG peuvent fournir jour et nuit une énergie fiable en continu, et la chaleur dégagée peut être utilisée au moyen de tuyaux pour réchauffer les systèmes, libérant ainsi l'énergie électrique pour utiliser le véhicule et les instruments.

## Démarche scientifique
Bien que les justifications scientifiques actuelles de l'AFL n'incluent aucune prédéfinition des formes potentielles de vie qu'on pourrait trouver sur Mars, les suppositions suivantes ont été formulées :
1. La vie utilise une forme quelconque de carbone ;
2. La vie requiert pour survivre une source externe d'énergie (rayonnement solaire) ou bien une énergie chimique ;
3. La vie est confinée dans des compartiments de types cellulaires (cellules) ;
4. La vie requiert de l'eau liquide.

Dans la région où les opérations de surface seront conduites, on procédera à l'identification et la classification des environnements martiens (passés ou présents) avec leurs différents potentiels d'habitabilité et la caractérisation de leur contexte géologique. On évaluera quantitativement leur potentiel d'habitabilité par :
- Mesure isotopique, chimique, minéralogique, et caractéristiques structurelles des échantillons, comprenant la distribution et la complexité moléculaire des complexes carbonés ;
- Estimation des sources d'énergie biologiquement disponibles (en), y compris chimiques, thermiques et électro-magnétiques ;
- Détermination du rôle de l'eau, passée ou présente dans la géologie de Mars du lieu d'atterrissage ;
- Investigation des facteurs affectant les signes potentiels de vie (passée ou présente). Ceci concerne le potentiel de survie d'une biosignature, et donc ses chances d'être détectée dans un habitat particulier. Par surcroît, la préservation des échantillons après collecte peut être nécessaire pour leur récupération, bien qu'elle nécessiterait alors une estimation plus élaborée, d'une précision à l'atterrissage comparable à celui de la mission Mars Sample Return[3] ;
- Investigation des possibilités d'une chimie prébiotique sur Mars, comprenant une biochimie hypothétique (eg non basée sur le carbone) ;
- Il est également envisagé de documenter toute caractéristique anormale susceptible de constituer l'hypothèse d'une possible biosignature martienne. Il est fondamental, selon le concept de l'AFL, de comprendre que des organismes et leur environnement constituent un système dans lequel chaque partie peut affecter l'autre. Si la vie existe ou a existé sur Mars, les mesures scientifiques à envisager devraient se concentrer sur la compréhension de ces systèmes qui l'abritent ou l'ont abrité. Si la vie n'a jamais existé alors que les conditions de son apparition étaient rassemblées, la compréhension de l'absence de cette genèse martienne serait une priorité future[1]. L'équipe de l'AFL a affirmé qu'il est raisonnable d'espérer que des missions comme l'AFL joueront un rôle significatif dans ce processus, mais déraisonnable d'espérer qu'elles mèneront à une conclusion[3].